# Pico das Três Lagoas
O Pico das Três Lagoas é uma elevação portuguesa de origem vulcânica localizada na nas cordenadas de Latitude 37.7666667° e de Longitude. -25.3833333°, na ilha de São Miguel, arquipélago dos Açores.
Este acidente geológico tem o seu ponto mais elevado a 655 metros de altitude acima do nível do mar e encontra-se nas proximidades do Pico de El-Rei e da Lagoa das Furnas. Nos seus contrafortes tem origem a Ribeira Grande.